# 이동춘
이동춘(李東春, 1963년 3월 8일 ~ 1995년 9월 9일)은 대한민국의 전 권투 선수로, 한국과 일본에서 활동했다. 일본명은 그레이트 가나야마(グレート 金山)이다.

## 생애
대구광역시에서 태어났다. 1980년 11월 18일 대한민국에서 프로 무대에 데뷔했으며, 1981년 11월 18일 OPBF 밴텀급 경기에서 오장균을 상대로 승리를 거두었다. 1983년 7월 26일 대한민국 밴텀급 챔피언에 올랐으며, 1992년 6월 6일 일본 밴텀급 챔피언에 올랐다.
통산 전적은 57전 45승(26KO) 2무 10패이며, 1995년 9월 5일 도쿄도 고라쿠엔 경기장에서 벌어진 세가와 세쓰오와의 경기에서 판정패한 뒤 급성 경막하혈종으로 쓰러져 4일 후인 9월 9일 사망했다.